# Vállaj
Vállaj (németül: Wallei) község Szabolcs-Szatmár-Bereg vármegyében, a Mátészalkai járásban.

## Fekvése
A vármegye kelet-délkeleti szegletében fekszik, a Kraszna folyó mentén, közvetlenül az Ecsedi-láp egykori területe mellett. Határszéle keleten és délen, összesen több mint 13 kilométer hosszan egybeesik a magyar-román államhatárral. A térség fontosabb települései közül Nyírbátortól 25, Fábiánházától 9, Nagyecsedtől pedig 11 kilométerre található.
A határ magyar oldalán csak két települési szomszédja van: észak felől Mérk, nyugat felől pedig Terem. A határ túloldalán a legközelebbi települések: kelet felől Börvely (Berveni), dél felől Csanálos (Urziceni), délnyugat felől pedig Csanáloserdő (Urziceni-Pădure). A legközelebbi nagyobb város a 11 kilométerre délkeletre fekvő Nagykároly (Carei).
Különálló településrésze a keleti határszéle közelében Ágerdőmajor.

### Megközelítése
Nyírbátor felől a 4915-ös, Mátészalka felől a 4918-as úton érhető el, előbbin határátkelőhelye is van Csanálos-Nagykároly felé. Ágerdőmajor csak önkormányzati úton érhető el a településközpont felől.
A hazai vasútvonalak közül a települést a Mátészalka–Nagykároly-vasútvonal, de a vasútnak, a korábbi Ágerdőmajor megállóhely bezárása óta nincs megállási pontja a településen, a legközelebbi vasúti csatlakozási lehetőséget így Tiborszállás megállóhely kínálja, mintegy 8 kilométerre északra.

## Nevének eredete
Neve személynév eredetű. Feltehetőleg puszta személynévből keletkezett magyar névadással.

## Története
Vállaj neve a 13. században tűnik fel a Kusalyi Jakcs család tagjainak birtokaként. 1335-ben már a Gutkeled nemzetségbeliek birtokaként szerepel az oklevelekben Vale alakban. 1354-ben a Gutkeled nemzetségbeliek sárvári monostorához tartozott.
1423-ban a Báthoriak nyernek rá királyi adományt, s így az ecsedi uradalom része lett, annak sorsában osztozott. A falu 1746-tól 1945-ig a gróf Károlyiak nagykárolyi uradalmához tartozott.
Vállaj történetének külön fejezetét jelenti a német anyanyelvűek betelepítése. Ennek előzményét az ország, s a legtöbbet szenvedő Szatmár vármegye akkori állapotában kell keresnünk: A 16. század, 17. századnak és a 18. század elejének török és Habsburg-ellenes harcai miatt, a gyakori járványok, árvizek, a szárazság és az ezek nyomában fellépő éhínség miatt Szatmár vármegye jelentős részén megfogyatkozott a munkaerőt jelentő jobbágylakosság létszáma. 1712-ben például Csanálos, Fény és Vállaj is rövidebb ideig lakatlanok voltak. A vidék földesura, gróf Károlyi Sándor már 1712-ben kérvényt nyújtott be a bécsi udvarhoz, hogy német telepeseket hozzon birtokára. Az első csoport a Duna és a Bodeni-tó közt elterülő ún. felsősváb (Oberschwaben) területekről 1712. július 14-én érkezett Nagykárolyba. Itt és a közeli falvakban 300 család (kb. 1400 fő telepedett le. Gróf Károlyi Sándor a nagykárolyi uradalomban hat sváb telepet hozott létre. Ezek: Nagykároly, Csanálos, Mezőfény, Nagymajtény, Kaplony és Mezőpetri. A betelepítést fia Ferenc, majd unokája Antal folytatta, egészen a 19. század végéig.
Vállaj sváb betelepítése Károlyi Ferenc korában, 1747 tavaszán kezdődhetett. Az idetelepülők zöme azonban más magyarországi falvakból érkezett, s csak elszórtan az anyaországból.
A község határában található még Ágerdő. A telekhely neve 1430-ban tűnik fel, ekkor egy Börvely határában fekvő erdőt hívnak így. Az Ágerdő név ma egy dűlőt és egy tanyai települést jelöl, Vállaj keleti határában, közel a román területen levő Börvelyhez.
1950 és 1955 között Vállaj Mérkkel volt egyesítve Mérkvállaj néven, a vállajiak kérésére azonban az egyesítés megszűnt.

## Közélete

### Polgármesterei
- 1990–1994: Révész Antal (független)[3]
- 1994–1998: Révész Antal (független német kisebbségi)[4]
- 1998–2002: Révész Antal (független német kisebbségi)[5]
- 2002–2006: Révész Antal (független német kisebbségi)[6]
- 2006–2010: Vilmos István (független)[7]
- 2010–2014: Vilmos István (Fidesz-KDNP)[8]
- 2014–2019: Vilmos István (független)[9]
- 2019–2024: Vilmos István (független)[10]
- 2024– : Vilmos István (Fidesz-KDNP)[1]

## Népesség
A település népességének változása:
| Lakosok száma | 965  | 1025 | 1120 | 1212 | 906  | 904  | 899  |
|               | 2013 | 2014 | 2015 | 2021 | 2022 | 2023 | 2024 |

2001-ben a település lakosságának 61%-a magyar, 39%-a német nemzetiségűnek vallotta magát.
A 2011-es népszámlálás során a lakosok 85,3%-a magyarnak, 3,4% cigánynak, 46,4% németnek, 2,1% románnak mondta magát (14,5% nem nyilatkozott; a kettős identitások miatt a végösszeg nagyobb lehet 100%-nál). A vallási megoszlás a következő volt: római katolikus 66,3%, református 12%, görögkatolikus 2,8%, felekezeten kívüli 1,2% (16,3% nem válaszolt).
2022-ben a lakosság 88,3%-a vallotta magát magyarnak, 18,1% németnek, 4,7% románnak, 0,8% cigánynak, 0,1-0,1% horvátnak és szerbnek, 1,3% egyéb, nem hazai nemzetiségűnek (11,5% nem nyilatkozott; a kettős identitások miatt a végösszeg nagyobb lehet 100%-nál). Vallásuk szerint 49,2% volt római katolikus, 16,3% református, 2,9% görög katolikus, 2% ortodox, 1,2% egyéb keresztény, 2,3% felekezeten kívüli (25,7% nem válaszolt).

## Nevezetességei
Vállaj nevezetességei:
- csűrök
- római katolikus templom, amelyet Foerk Ernő tervezett, 1918-ra készült el
- tó
- temetőkápolna
- első és második világháborús hősi emlékművek, málenkijrobot-emlékmű és Becsky Sándor emlékműve

## Híres szülöttei
- Fodor István, az Ericsson Magyarország exelnöke, az egykori Bölcsek Tanácsának tagja, a BKK Zrt. igazgatóságának volt elnöke
- Danku Csaba, jogász, a Nemzeti Választási Iroda elnökhelyettese (2013-2014), 2014 és 2022 között helyettes államtitkár

## Galéria

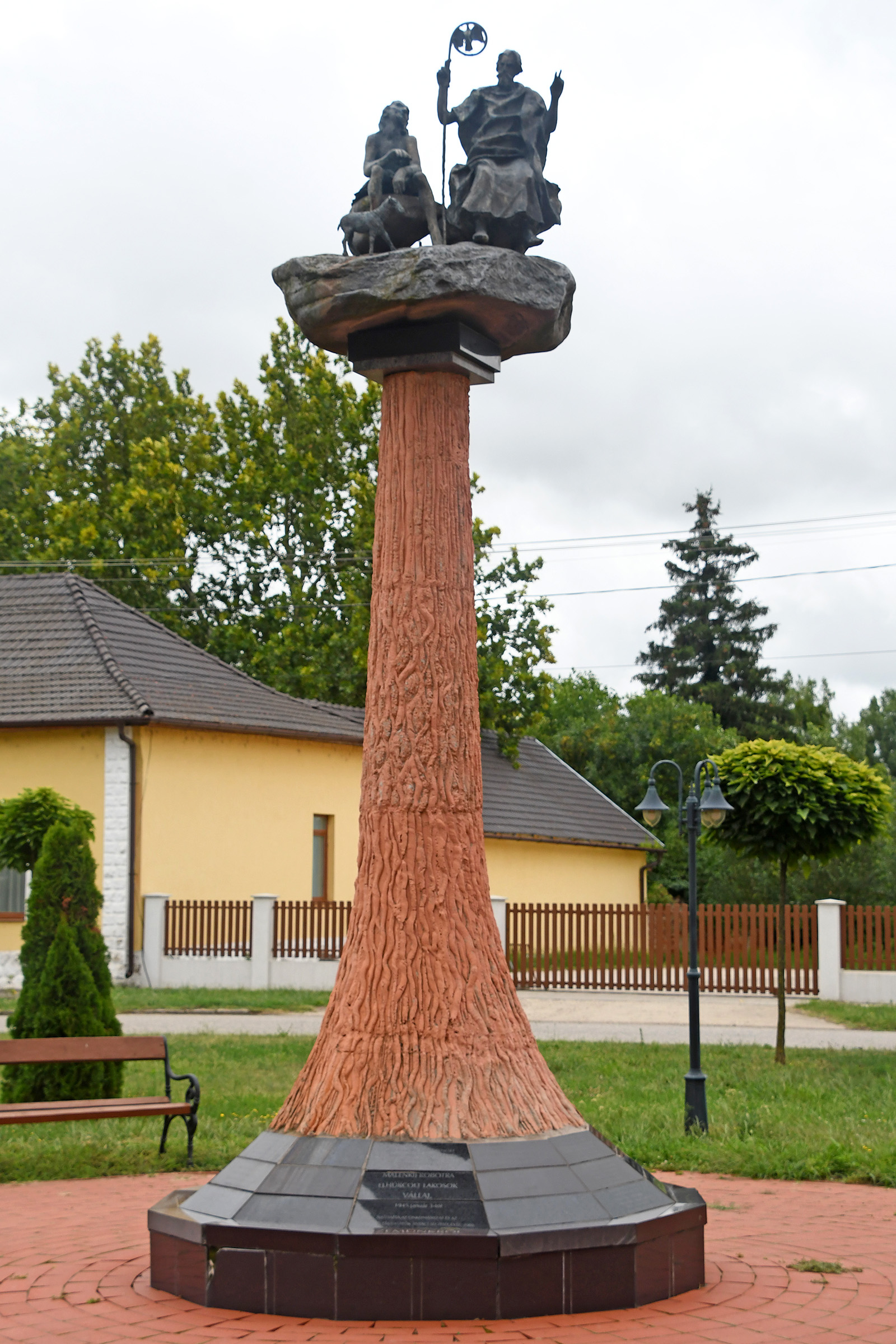
A málenkij robot emlékműve
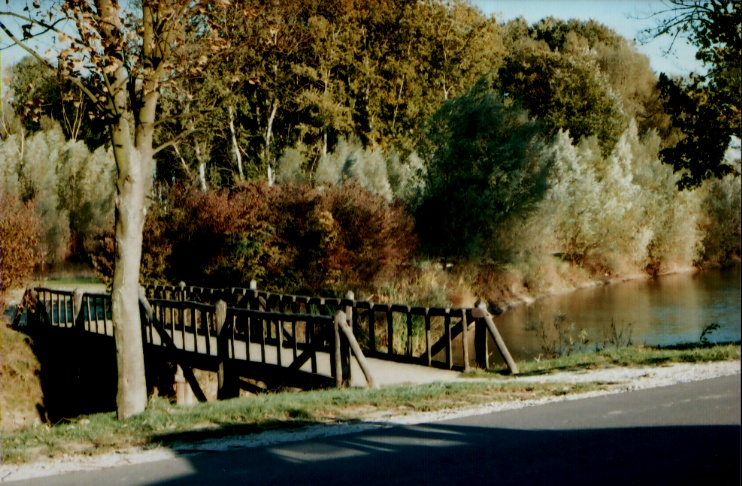
A tó a szigettel
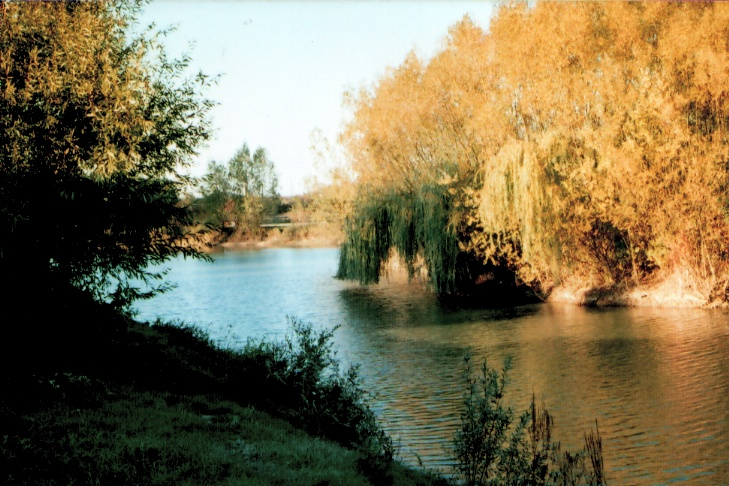
Horgásztó
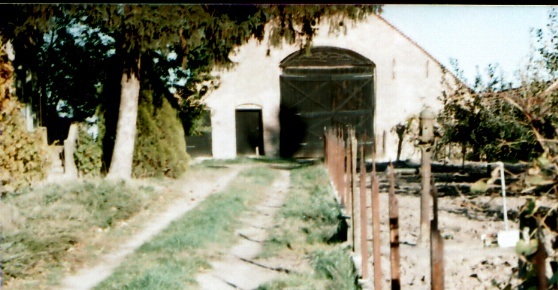
Cifracsűr
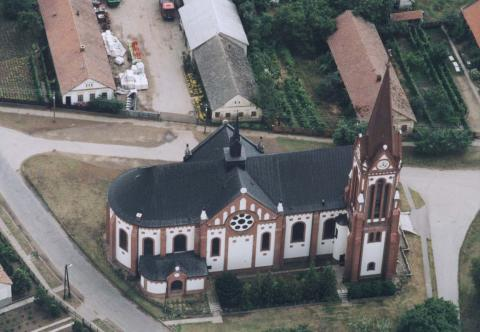
A templom légifotója
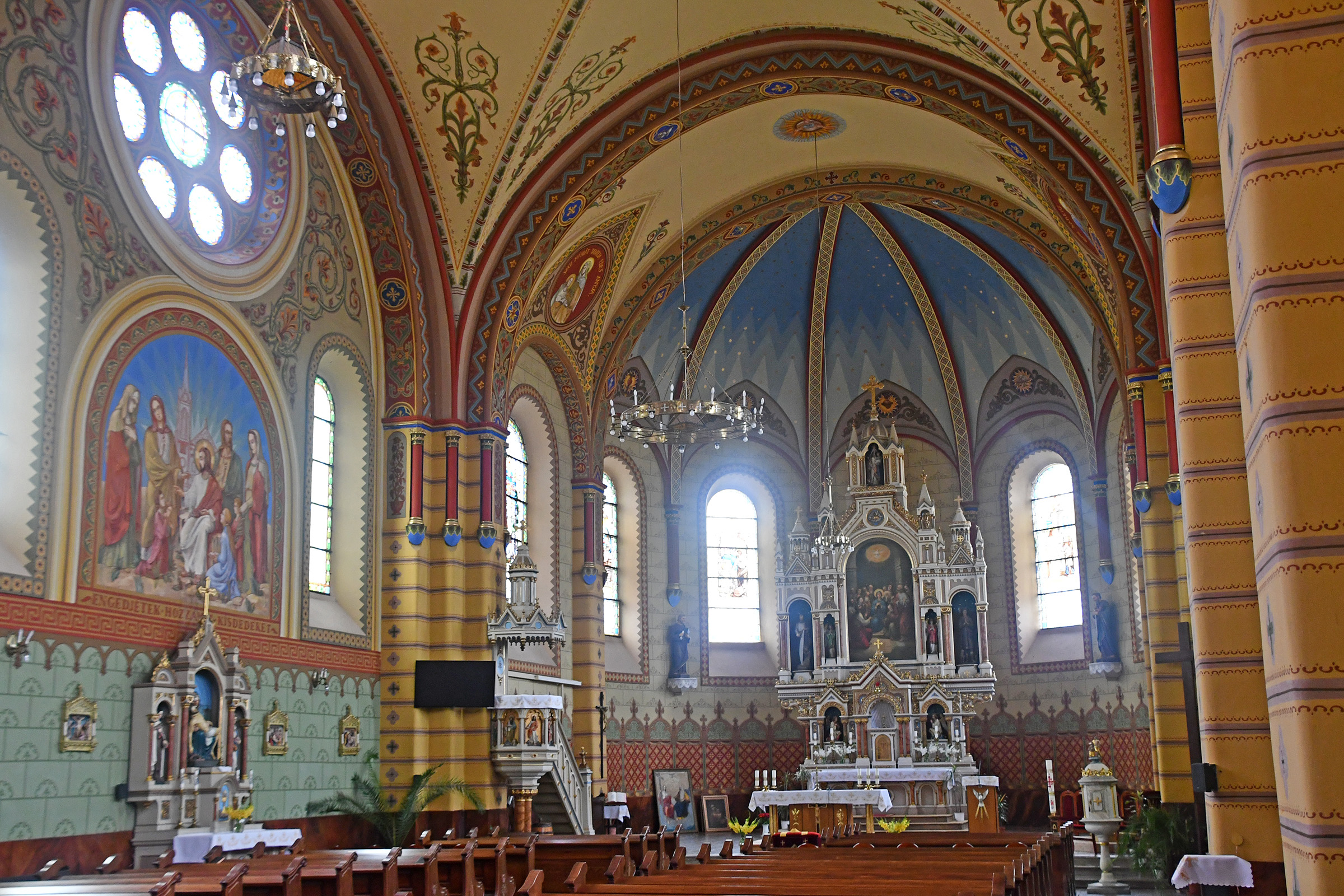
A római katolikus templom belső tere